# 喜劇 駅前学園
『喜劇 駅前学園』（きげき えきまえがくえん）は、1967年4月15日に東宝系で公開された日本映画。東京映画作品。カラー。シネマスコープ。92分。
キャッチコピーは「駅前チームまだまだ若い 青春学園ミニ・スカ騒動！」。

## 概要
駅前シリーズの第19作で、第1作『駅前旅館』以来の原作付き作品である。本作と次作『喜劇 駅前探検』では、佐伯幸三に替わって井上和男が監督を務めている。
第13作『喜劇 駅前大学』以来の学校を舞台とする作品で、同様にフランキー堺が体育教師の坂井次郎役で出演している。レギュラーキャストの1人である三木のり平は本作に出演しておらず、代わりに小沢昭一がゲスト出演している。

## スタッフ
以下のスタッフ名は特に記載のない限り東宝に従った。
- 製作：佐藤一郎、金原文雄
- 原作：八住利雄
- 脚色：井上和男、新井一
- 監督：井上和男
- 撮影：黒田徳三
- 音楽：広瀬健次郎
- 美術：小島基司
- 照明：今泉千仭
- 録音：神蔵昇
- スチル：橋山愈[2]
- 編集：広瀬千鶴

## 出演者
- 森田徳之助：森繁久彌[1]
- 森田道子：野川由美子[1]
- 伴野孫作：伴淳三郎[1]
- 伴野正子：京塚昌子[1]
- 伴野菊子：松尾嘉代[1]
- 坂井次郎：フランキー堺[1]
- 小原金助：小沢昭一[1]
- 小原駒江：乙羽信子[1]
- 小原晴美：藤江リカ[1]
- 山本久三：山茶花究[1]
- 青山景子：淡島千景[1]
- 山田伸吉：山田吾一[1]
- 池沢染子：池内淳子[1]
- 池沢たよ：愛京子[1]
- 村里由美：大空真弓[1]
- 簡野掃次：須賀不二男[1]
- 春元先生：左卜全[1]
- 松川先生：北浦昭義[1]
- ルリ：旭ルリ[1]
- サツキ：松岡きっこ

## 同時上映
- 落語野郎 大泥棒